# Distretto di Tianqiao
Il distretto di Tianqiao (天桥区S, Tiānqiáo QūP) è un distretto della Cina, situato nella provincia dello Shandong e amministrato dalla prefettura di Jinan.